# North End (Boston)
North End è un quartiere di Boston, popolato fin dal 1630 circa, epoca della sua fondazione.

## Storia

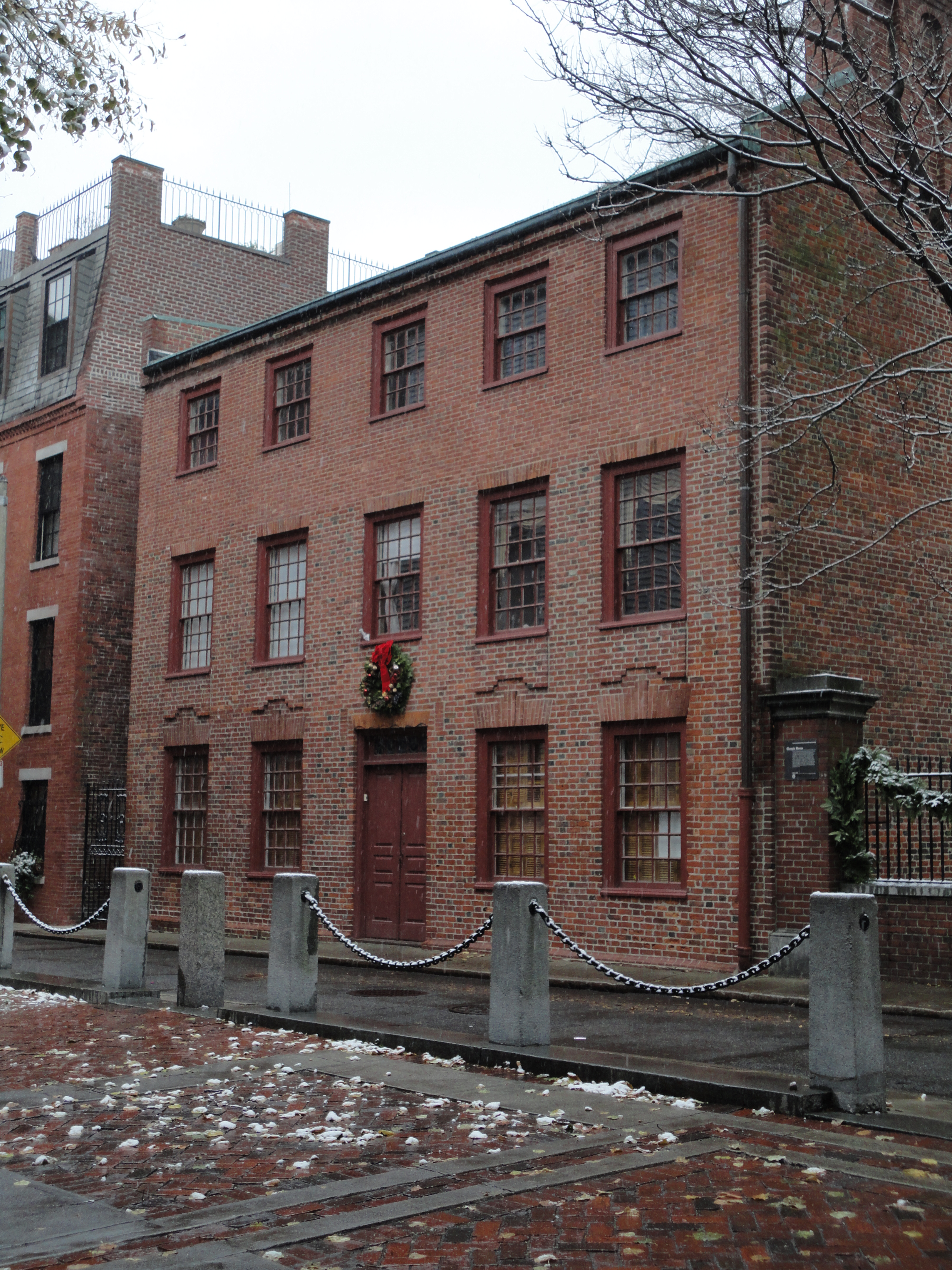
Clough House, North End (Boston)

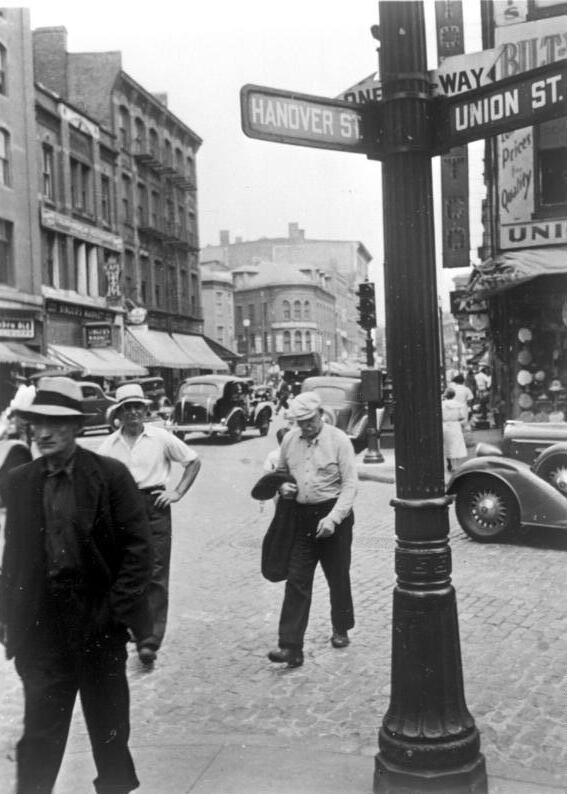
Hanover Street, 1930 (Boston) North End

All'inizio del XIX secolo, North End fu interessato da flussi immigratori provenienti soprattutto dall'Irlanda. Gli irlandesi costituirono la maggioranza della popolazione di North End fino agli inizi del XX secolo, quando agli irlandesi cominciarono a sostituirsi gli italiani.
Nel decennio 1860-70 prese forma il primo insediamento italiano nell'area del North End. Esso era composto principalmente da genovesi, di estrazione sociale e condizioni economiche più elevate rispetto alla maggioranza dei meridionali che costituiranno il grosso del flusso migratorio negli anni seguenti. Questa prima comunità italiana, composta da circa 200 persone, si insediò a Ferry Court, in North Street, oggi non più esistente. Coi successivi arrivi dall'Italia l'area dell'insediamento si estese gradualmente nel corso del tempo lungo Ferry Street e North Street. Intorno al 1890 l'area abitata dagli italiani arrivava a Cross Street da una parte ed a North Bennet Street dall'altra.
L'insediamento degli italiani nel North End avvenne per enclaves regionali. Le persone provenienti da una stessa regione tendevano infatti a stabilirsi vicine e quindi divenne possibile stabilire la provenienza di un individuo dall'isolato dove abitava. I siciliani si stabilirono lungo North Street, principalmente dal lato di Fleet Street, mentre i calabresi andarono ad insediarsi nell'area attorno a Commercial Street.
L'immigrazione massiccia dal sud Italia cominciò intorno al 1880 ed inizialmente fu composta quasi esclusivamente da uomini in età lavorativa che non avevano intenzione di trapiantarsi definitivamente negli Stati Uniti, ma che tendevano piuttosto a considerare la loro presenza qui come temporanea. Solitamente essi lasciavano le rispettive famiglie in Italia, dove tornavano periodicamente. L'obiettivo di molti di loro era infatti di lavorare negli Stati Uniti solo per un limitato numero di anni e di ritornare poi nel paese di origine con i mezzi finanziari necessari per comperare un appezzamento di terreno o aprire una piccola attività, o semplicemente per godersi una serena terza età. Nel 1901 il 79% degli immigrati italiani erano uomini, molti dei quali continuavano ad andare e venire dall'Italia.
Man mano che il tempo passava i nostri immigrati cominciarono ad uscire dalla primitiva situazione di precarietà che li portava a considerare la propria presenza a Boston come temporanea ed a pensare di stabilirvisi definitivamente. Cominciarono così a comperare gli immobili del quartiere ed ad investirvi in lavori di miglioria i proventi del loro lavoro. Così mentre nel 1908 solo il 19.08% degli immobili del North End era posseduto da italiani, nel 1922 questa percentuale era salita al 50.7%.
Connessa con questa nuova situazione di ormai stabile residenza a Boston è poi la presenza, a partire dagli anni '10, di una forte componente femminile nella comunità italiana. Queste nuove arrivate di solito lavoravano anche loro, per sessanta ore alla settimana e con salari pari a circa il 60% di quelli degli uomini. Erano però impiegate solo in lavori che si svolgevano all'interno del quartiere e non uscivano mai dalla comunità, che era molto protettiva nei loro confronti.
Nel 1919 la comunità italiana, fino a quel momento rimasta piuttosto ai margini della vita politica della città, diede il primo segno di una presenza ormai organizzata. Il "City Planning Board" propose infatti la creazione di una nuova arteria, che si sarebbe dovuta chiamare Lafayette Street, per connettere il North End e Charlestown attraverso il Charlestown Bridge. Questo avrebbe letteralmente spaccato in due il North End, ma la comunità italiana si oppose ed il progetto venne accantonato.
Nel quartiere si verificò nel 1919 un grave incidente, noto come l'inondazione di melassa di Boston: un grosso recipiente in pressione di melassa di uno zuccherificio della zona esplose per l'eccessiva pressione interna, uccidendo 21 persone, e inondando con un'onda alta tra 3 e 5 metri l'intera zona, sversando oltre 8 milioni di litri di liquido.
Negli anni '30 anche gli italiani cominciarono ad integrarsi col resto della popolazione ed ad uscire dal loro quartiere, che cominciò gradualmente a perdere popolazione. Nel 1940 questa era infatti scesa a 17.598 persone, conservando però l'ancora ragguardevole densità  di 924,3 persone per acro.
Nel 1965 un cambiamento nelle leggi di immigrazione portò ad avere una nuova ondata di immigrati italiani, che andò a rinvigorire il carattere italiano dell'area. Malgrado ciò la popolazione continuò a diminuire, tanto che nel 1980 era di appena 9.000 unità, ed ad invecchiare, cosa che portò ad un raddoppio della popolazione anziana rispetto a 30 anni prima.
Malgrado la presenza di questa nuova ondata di immigrati italiani nel 1975 fu demolita la chiesa di Santa Maria, costruita nel 1874 sul terreno dove in precedenza sorgeva una omonima chiesa cattolica irlandese e destinata al culto dei nostri connazionali. Al suo posto venne costruita una casa di riposo.
Negli ultimi anni la popolazione del North-End ha ripreso ad aumentare. Al censimento del 2010 gli abitanti del quartiere erano infatti 10.131, diventati 10.805 a quello del 2020.
Tuttora la presenza italiana nel quartiere è forte, numerosi sono infatti locali e ristoranti italiani.
North End per questo si può considerare la Little Italy di Boston, una delle più grandi degli Stati Uniti d'America.